# MusikCube
musikCube est un lecteur audio libre intégrant une bibliothèque. Il lit les fichiers MP3, OGG, FLAC, Monkey's Audio et les CD audio. Il intègre également un outil d'extraction de pistes de CD. Il offre une interface de programmation pour que des plugins d'entrée puissent ajouter de nouveaux formats, ainsi qu'un autre système de plugins pour l'ajout de fonctionnalités supplémentaires.

## À propos
Casey Langen, le développeur de musikCube est l'un des premiers développeurs de wxMusik. Casey a depuis quitté wxMusik pour travailler sur son dernier projet : musikCube. C'est désormais Gunnar Roth qui poursuit le développement de wxMusik.
musikCube utilise un module nommé musikCore. Celui-ci contrôle la base de données ainsi que les fonctionnalités de lecture, mais ne dispose d'aucune interface graphique. À partir de musikCore (développé à l'aide de Microsoft Visual Studio .NET 2003) il est possible de créer une interface graphique alternative pour un système d'exploitation. Une version linux existe mais n'a pas encore été publiée officiellement en raison d'un bogue non corrigé au cours du développement. Pour installer cette version, elle doit avant tout être compilée à partir des sources.
La base de données de la bibliothèque utilise SQLite. Par conséquent, les données stockées sont facilement accessibles. Par exemple, l'utilisateur peut créer une sélection dynamique selon différents critères à l'aide de simples requêtes.

## Fonctionnalités
- Faible sollicitation de la mémoire vive
- Interface simple et intuitive
- Navigation rapide
- Possibilité de glisser/déposer
- Traitement des balises par lot
- Sélections dynamiques
- Fondu enchaîné intégré
- Outil d'extraction de pistes de CD intégré
- Interface évolutive au moyen de plug-ins
- Module pour écouter des radios sur Internet
- Skinnable (Couleurs et boutons)